# Apocalipsa după Cioran
Apocalipsa după Cioran este un film românesc din 1995 regizat de Sorin Ilieșiu. Rolurile principale au fost interpretate de actorii Emil Cioran.

## Distribuție
- Emil Cioran
- Gabriel Liiceanu — voce comentariu